# Asghar Borujerdi
Ali Asghar Borujerdi (en persa: علی‌اصغر بروجردی‎) (1893-6 de julio de 1934), más conocido como Asghar el Asesino (اصغر قاتل, Asghar-e Ghatel), fue el primer asesino en serie y violador iraní conocido del siglo XX.
Tras mudarse a Irak de niño con su familia, empezó a asaltar, sodomizar, y más tarde asesinar, a niños y chicos adolescentes en Bagdad desde que tuvo catorce años. Huyendo de regreso a Irán en 1933, continuó sus asesinatos en Teherán, donde fue finalmente arrestado y ejecutado. Asghar-e Ghatel fue condenado por violar y asesinar a 33 adultos varones jóvenes, ocho en Teherán y el resto en Bagdad.

## Primeros años
Ali Asghar Borujerdi nació en 1893 en Borujerd, Irán Occidental. Tenía dos hermanos llamados Reza y Taghi, y una hermana. Ashgar se crio en una familia con un historial de actividades criminales, incluyendo robo, asesinato, y difamación. Su abuelo, Zulfali, era un bandido que robaba caravanas entre las ciudades de Borujerd, Malayer, y Arak, a veces asesinando a los caravaneros.
El padre de Asghar, Ali Mirza, era también un bandido conocido, que se decía había matado a más de 40 hombres con sus propias manos. Su notoriedad le hizo emigrar a Bagdad con su esposa e hijos. En el camino a Mashhad, la brigada persa de cosacos mató a Mirza, y su mujer y niños continuaron solos hasta Bagdad.
Asghar creció oyendo decir a su madre que su padre había sido un soldado que había matado durante su servicio. La familia pronto viajó a Irak bajo el pretexto de hacer una peregrinación a Kerbala, posteriormente quedándose en Bagdad.

## Asesinatos en Irak
Asghar vendía nueces a otros niños y adolescentes, y se hacía amigo de ellos. Prometía darles golosinas, pero aprovechaba para asaltarlos y agredirlos sexualmente. Fue durante este tiempo, cuando Ashgar tenía 14 años, cuando fue arrestado y procesado por primera vez por su abuso de otros niños en Bagdad, y fue encarcelado. Desafortunadamente, debido a su poca edad, no fue considerado un peligro serio y fue liberado con el consentimiento de los padres de sus víctimas. Entonces regresó a su trabajo de venta ambulante de frutos secos pero pronto volvió a ser arrestado otra vez y sentenciado a 9 años de prisión, después de descubrirse que había abusado de otros cinco niños. Con 27 años, fue liberado y se le ordenó que se mantuviera lejos de actividades que le pudieran llevar a contactar otra vez con la policía y el tribunal. Fue durante este periodo cuando agredió y mató al menos a 25 niños y adolescentes en Irak, e incluso fue sorprendido cometiendo el último asesinato. Rápidamente huyó a Irán donde se quedó.
Asghar dijo de sus crímenes en Bagdad: 

"En Irak, en la cafetería de mi hermano, gasté todo el dinero. Estuve vendiendo nueces durante un tiempo en las mezquitas, y estuve en contacto con niños hasta que fui encarcelado durante nueve años por abusar de cinco de ellos. Después de mi liberación, seguí rodeado de niños hasta que una noche engañé a un aprendiz de carpintero llamado Hassan, violándolo junto con otros cinco hombres, y, debido a esto, estuve detenido dos años y vigilado por la policía. Cada noche, la policía venía a mi casa a controlar mis acciones, así que decidí matar a cualquier niño que violara. Maté 25 niños en Bagdad, a menudo estrangulándolos. Algunos se resistieron y como no quería dejar ningún rastro, al último le disparé. Otro niño lo vio y escapé a Irán."

## Asesinatos en Irán
En Irán, no regresó a su ciudad natal de Borujerd. En cambio, resolvió permanecer en Teherán, en la zona del caravasar Reza Khan, donde estuvo particularmente ocupado en el transporte y venta de okra. De este modo, tenía contacto frecuente con niños y adolescentes. Sus objetivos principales eran adolescentes y chicos jóvenes que llegaban allí en busca de trabajo. En poco tiempo, mató a 8 personas y arrojó sus cuerpos en la parte sur de la ciudad. 
Su sadismo había aumentado y el descubrimiento de los cuerpos mutilados y decapitados de estos adolescentes en las ruinas y acueductos cercanos al pueblo de Minudasht despertó el miedo en Teherán.

## Arresto
En enero de 1933, un adolescente que se había perdido en el pueblo de Qaleh Kharabeh, al sur de Teherán, encontró en unas ruinas el cadáver decapitado de otro chico y corrió a notificarlo a la cercana Najafabad. Agentes de la Oficina de Asuntos Provinciales descubrieron que, además del cadáver del adolescente, había otros dos enterrados cerca. Ambos tenían menos de veinte años y habían sido asesinados y decapitados hacía un par de semanas.
El 23 de febrero, el cráneo de otro hombre joven fue encontrado en el parque Laleh, pero el cuerpo no se encontró. Cinco días más tarde, un hombre de 31 años halló el cuerpo sin cabeza en el distrito Aminabad de Dolatabad.
Ante el clima de temor despertado en la ciudad por tales hallazgos, la policía empezó a trabajar intensamente para encontrar pistas que los condujeran al asesino. Sardar Timur Khan, un inspector de Teherán, que era probablemente el agente más enterado en esta área, fue puesto al cargo de la investigación de estos crímenes en serie en el sur de Teherán.
La policía drenó varios pozos buscando más cuerpos o para impedir su uso para deshacerse de ellos, y los agentes continuaron sus esfuerzos para solucionar los asesinatos en Qarat.
El jueves 10 de marzo de 1933, cerca de los qanats de Aminabad, la policía pasó junto a un hombre de mediana edad, vendiendo frutos secos. Los  agentes hablaron con él, preguntando sobre sus antecedentes y ocupación. 
El hombre reclamó que estaba vendiendo okra. No dudaron de él, pero en una inspección más cercana a su bandeja, encontraron un bulto de ropa ensangrentada y un cuchillo en su bolsillo. El hombre reclamó haber comprado la ropa en el mercado cerca de la mezquita Shah-Abdol-Azim y el resto de los elementos eran sus herramientas de trabajo. Las autoridades no quedaron convencidas, y el hombre fue arrestado y llevado a comisaría en Teherán.
Los agentes visitaron entonces la residencia de Asghar junto al caravasar Reza Khan e interrogaron a sus vecinos. Dijeron que Asghar había presentado a los chicos asesinados como sus hermanos. La policía identificó la ropa usada como perteneciente a uno de los adolescentes.

## Juicio y confesiones
Después de una serie de interrogatorios, Ali Asghar admitió que la ropa era del adolescente, también llamado Ali, que Asghar contrató para trabajar con él. Pero después el muchacho escapó, Asghar le encontró y procedió a violarlo y asesinarlo. Finalmente, Asghar confesó con todo detalle cómo había violado y asesinado un total de 8 niños en Irán y 25 en Irak.
Ahora bautizado como "Asghar el Asesino", el juicio comenzó en junio de 1934. Asghar fue acusado de la violación y asesinato de una docena de niños y adolescentes. En el veredicto, el tribunal le sentenció a muerte y ejecución. El veredicto fue confirmado por el Tribunal Supremo de Irán. 
Cuando se le dio una posibilidad de hablar, Asghar explicó para justificar los crímenes: 

"Estas son personas sin padres, son inútiles y hermosas. Cuando les empieza a crecer la barba, se convierten en ladrones. Soy hostil con ellos. Estos son los enemigos de la sociedad. Por eso los he matado. Cuando estaba fuera, eran muchos y maté muchos, cuando vine aquí, vi que ellos también estaban aquí y los maté."

## Ejecución
El miércoles 6 de julio de 1934, por la mañana temprano, Asghar fue ejecutado en Toopkhaneh frente a las autoridades competentes y una gran multitud. Al principio, parecía divertido, pero cuando vio la cuerda, se dio cuenta de lo inevitable y se asustó. Dijo que si era liberado, daría 2 ovejas a cada uno de los presentes. "Maté algunos vagabundos, los maté por tu culpa", dijo tras protestar.
El director de la prisión ordenó que fuera maniatado y colgado por los pies, con una soga al cuello de la que pendía una piedra grande, muriendo después de una larga agonía por estrangulamiento.